# سید محمد منصور
سیّد محمد منصور طباطبایی بهبهانی (زادۀ ۱۳۵۲ در بهبهان)، استاد دانشگاه تهران در رشتۀ زبان و ادبیات فارسی،  نسخه‌شناس، سند شناس و  مصحح متون نظم و نثر  فارسی و  عربی است که در انتشار آثار خود از اسامی مستعاری همچون سید محمد منصور و سید محمد منصور طباطبایی استفاده کرده است.

## زندگی
سیّد محمد منصور طباطبایی بهبهانی در سال ۱۳۵۲ خورشیدی در بهبهان متولد شده است. او از نوادگان سید عمادالدین مطهر حسنی ارجانی، مشهور به «سیّد فقیه»، از فقهای امامیّه در قرن هفتم هجری است که با فرمان خواجه نصیرالدین طوسی برای تبلیغ تشیع به بهبهان و ارجان مهاجرت نموده و جد اعلای سادات طباطبایی بهبهان به شمار می‌رود. نیاکان پدری طباطبایی که در تاریخ بهبهان با نام «میرزایان بهبهان» و «کلانتران بهبهان» شناخته می‌شوند، دست کم از روزگار ایلخانان تا واپسین سال‌های سلطنت احمدشاه، حکومت بهبهان را نسل بر نسل در اختیار داشته‌اند.
طباطبایی تحصیلات دانشگاهی خود را در کارشناسی زبان و ادبیات فارسی در دانشگاه تهران (۱۳۷۶)، کارشناسی ارشد زبان و ادبیات فارسی در دانشگاه علامه طباطبایی (۱۳۸۰) و دکتری زبان و ادبیات فارسی در دانشگاه تهران (۱۳۸۴) سپری نموده و هم اکنون با مرتبه دانشیاری، عضو هیئت علمی گروه زبان و ادبیات فارسی دانشگاه تهران است. او همچنین برای مدتی یکساله از تیرماه ۱۴۰۱ خورشیدی تا تیرماه ۱۴۰۲، مدیریت گروه زبان و ادبیات فارسی دانشگاه تهران را برعهده داشته است و از اعضای هیئت مدیره انجمن علمی تحقیق و تصحیح نسخه‌های خطی ایران است. طباطبایی همچنین مدتی عهده‌دار سمت معاونت پژوهشی کتابخانه مرکزی و مرکز اسناد دانشگاه تهران بوده و سابقۀ داوری در جشنوارۀ کتاب سال جمهوری اسلامی ایران را نیز در کارنامه دارد. طباطبایی از اعضای اصلی هیئت تحریریۀ مجلۀ «پیام بهارستان» است و سال‌ها به عنوان فهرست‌نگار و نسخه‌شناس در کتابخانه، موزه و مرکز اسناد مجلس شورای اسلامی مشغول به فعالیت بوده است.

## کشف شجره‌نامۀ رضاشاه پهلوی

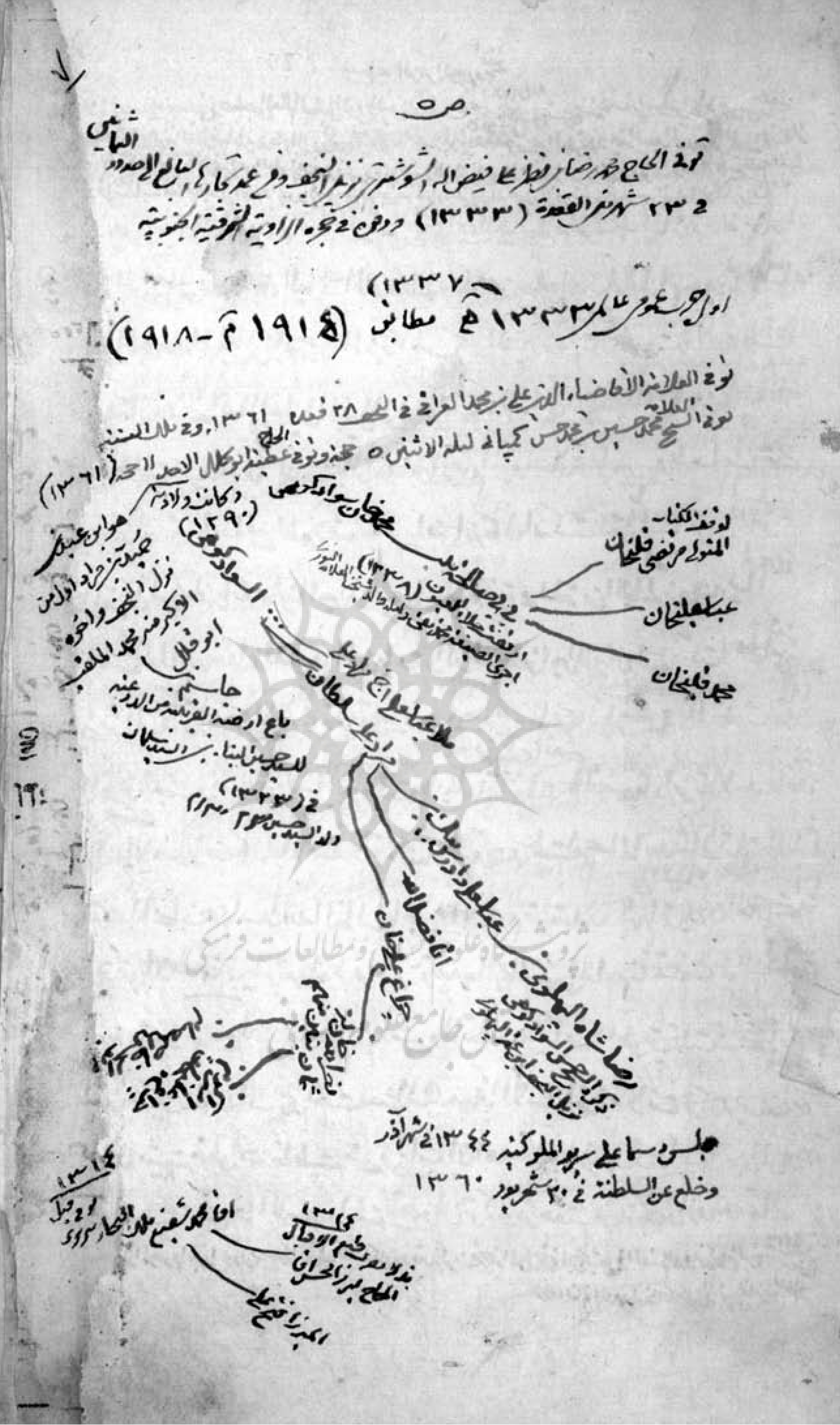
تبارنامهٔ رضاشاه از کتابچهٔ خطی منسوب به آقابزرگ تهرانی که در سال ۱۳۸۸ توسط سید محمد منصور طباطبایی بهبهانی شناسایی و منتشر شد.

در سال ۱۳۸۸ مقاله‌ای تحت عنوان «سندی نویافته از نیای رضاشاه» در فصلنامۀ «پیام بهارستان» انتشار یافت که نویسندگان آن اعلام کردند «سید محمد منصور طباطبایی بهبهانی»، فهرست‌نگار کتابخانه، موزه و مرکز اسناد مجلس شورای اسلامی برای نخستین مرتبه این شجره‌نامه را در زمان بررسی نسخه‌ای خطی از  شیخ آقابزرگ تهرانی یافته است. در این شجره نامه که به زبان عربی نگاشته شده، نویسنده، پدر ملا عباس‌علی و مرادعلی سلطان را که پدر بزرگ رضاشاه است با عبارت «... السوادکوهی» نام می‌برد. پس از «... السوادکوهی» که نام کوچک آن ذکر نشده‌است به دو فرزندش اشاره شده است و مرادعلی سلطان که از سرکردگان نظامی بود در جنگ هرات کشته شد. از فرزندان او چراغعلی خان است که در کتابچه جمع و خرج مازندران در سال ۱۳۱۶ قمری با عنوان «چراغعلی خان سوادکوهی» آمده‌است و دیگری پدر رضاشاه، عباسعلی داداش بیگ است. از دیگر افراد سرشناس این شجره نامه امیر اکرم است که در دوران مشروطیت به سالار حشمت ملقب بود و پس از کودتای ۳ اسفند ۱۲۹۹ به امیر اکرم ملقب شد و چون نوه عموی رضاخان سردار سپه بود، حکمران مازندران شد. در دوران سلطنت رضاشاه مدتی پیشکار ولیعهد بود و در سال ۱۳۰۹ خورشیدی فوت کرد. سالار حشمت و برادرش ابوالحسن خان صمصام در دوران مظفرالدین‌شاه و عصر مشروطه از سران فوج سوادکوه بودند، مورد اشاره قرار گرفته‌اند.

## کتابشناسی

### فهرست نسخ خطی
- الشریعة إلی إستدراک الذریعة، ۲ جلد، انتشارات کتابخانه، موزه و مرکز اسناد مجلس شورای اسلامی، ۱۳۸۳.
- فهرست مختصر نسخه های خطی کتابخانه مجلس شورای اسلامی، انتشارات کتابخانه، موزه و مرکز اسناد مجلس شورای اسلامی، ۱۳۸۶.
- فهرست نسخه‌های خطی دانشگاه تهران؛ دفتر سیزدهم، انتشارات دانشگاه تهران، ۱۳۸۷.
- فهرست نسخه‌های خطی کتابخانه‌ی مجلس؛ بخش ۱ از جلد ۲۴، انتشارات کتابخانه، موزه و مرکز اسناد مجلس شورای اسلامی، ۱۳۸۸.

### تصحیح
- تسنیم المقربین؛ شرح فارسی منازل السائرین خواجه عبد الله انصاری، مؤلفۀ شمس‌الدین محمد تبادکانی طوسی، انتشارات کتابخانه، موزه و مرکز اسناد مجلس شورای اسلامی، ۱۳۸۲.
- طبقات أعلام الشیعة، ۵ جلد، مؤلفۀ شیخ آقابزرگ تهرانی، انتشارات کتابخانه، موزه و مرکز اسناد مجلس شورای اسلامی، ۱۳۸۸.
- قصةالعجوز، سرودۀ ملاعلیرضا بهبهانی، انتشارات کتابخانه، موزه و مرکز اسناد مجلس شورای اسلامی، ۱۳۹۱.
- منظومه الالفین، مؤلفۀ شیخ ابوالقاسم علامه اصطهباناتی، نشر سفیر اردهال، ۱۳۹۱.
- سهل نامه؛ پژوهشی درباره سهل تستری، آراء و شاگردان وی، انتشارات میراث مکتوب، ۱۳۹۳.
- المشیخه (کنزالسالکین)؛ گنجینه خطوط و یادگارنامه مشاهیر علمی ایران از سال ۸۴۵ تا ۱۰۲۲ ه.ق، تألیف خاندان حموئی یزدی، انتشارات میراث مکتوب، ۱۳۹۵.
- شرح معراج الاصول، نشر منشور سمیر، ۱۳۹۷.

### رجال‌شناسی
- کارنامۀ بهبهان؛ ناموران ارجان، کهگیلویه و بهبهان، انتشارات امید مجد، ۱۲۵۰ صفحه، ۱۳۹۱.

### ترجمه از عربی به فارسی
- الشقائق النعمانیه تألیف عصام‌الدین احمد طاشکبری‌زاده، با عنوان ثانویۀ ایرانیان روم (رجال ایرانی دربار عثمانی سده هشتم تا دهم هجری) در ترجمۀ فارسی، انتشارات دانشگاه تهران، ۱۰۰ صفحه، ۱۳۸۸.